# Демократска српска странка
Демократска српска странка (ДСС) је политичка странка у Црној Гори. Као странка демократског и националног усмјерења, ДСС се залаже за интересе и заштиту права српског народа у Црној Гори. Настала је 2003. године, након политичког раскола у Српској народној странци. Оснивач и први предсједник странке био је Божидар Бојовић. Садашња предсједница странке је Драгица Перовић (од 2012. године).

## Историја
Демократска српска странка је настала 2003. године, када је унутар Српске народне странке дошло до озбиљних унутрашњих размимоилажења и политичких подјела између двије струје, од којих је прву предводио Божидар Бојовић, тадашњи предсједник СНС, а другу потпредсједник Андрија Мандић. Подјеле су довеле до отвореног сукоба и раскола у странци. Пошто је већи дио руководства СНС подржао Андрију Мандића, други дио руководства је на челу са Божидаром Бојовићем и Ранком Кадићем напустио СНС, основавши нову странку под називом Демократска српска странка (ДСС). Подјела се одразила и на посланички клуб СНС, који је до тада бројао шест посланика: четворица су остала у СНС, док су двојица (Бојовић и Кадић) наставили посланичку дјелатност као представници новостворене ДСС. За првог предсједника ДСС изабран је Божидар Бојовић, који је на тој функцији остао до 2005. године, када га је замијенио Ранко Кадић. Непосредно по ступању на дужност предсједника ДСС, Ранко Кадић је покренуо иницијативу за уједињење српских националних странака у Црној Гори, али до тога није дошло усљед неспособности страначких руководстава да се договоре око челништва и првенства у врху будуће обједињене странке, која стога није ни основана.

### Однос према референдуму (2006)
Од свог оснивања, ДСС се залагала за очување државног заједништва Црне Горе и Србије. Након најаве референдума о државном статусу Црне Горе, ДСС је подржала стварање шире коалиције унионистичких странака. Крајем 2005. и почетком 2006. године, у вријеме интензивирања јавне расправе о доношењу посебног референдумског закона, ДСС је заступала став да одлука о независности Црне Горе може бити донијета само ако се у прилог независности изјасни апсолутна већина од укупног броја грађана са правом гласа, а исти став су заступале и остале унионистичке странке. Насупрот томе, црногорске режимске странке су промовисале став да је за доношење одлуке о независности довољно да се у прилог независности изјасни проста већина од оног броја грађана који ће изаћи на гласање.
У исто вријеме, као посрједник у овој расправи појавила се Европска унија, која је предложила компромисно рјешење, по коме би се одлука о државној независности имала сматрати важећом уколико се у прилог независности изјасни више од 55% у односу на укупан броја грађана који ће изаћи на гласање. Такав приједлог ЕУ резултирао је покретањем нових расправа, како међу опозиционим, тако и међу владајућим странкама. Пошто је процијенила да се праг од 55% ипак може достићи, владајућа Демократска партија социјалиста Црне Горе је одлучила да подржи приједлог ЕУ. Пошто ДПС није могла самостално да изгласа референдумски закон, кључна улога у избору коначног рјешења припала је опозиционим странкама, међу којима је била и ДСС. Средином фебруара 2006. године, руководство ДСС се на челу са Ранком Кадићем још увијек залагало за принцип апсолуте већине у односу на укупан број бирача. Међутим, под отвореним притиском ЕУ, руководство ДСС је крајем фебруара попустило, изјаснивши се за прихватање приједлога ЕУ, пошто су то исто учинила и руководства осталих унионистичких странака.
Скупштина Црне Горе је 1. марта 2006. године изгласала "Закон о референдуму о државно-правном статусу Републике Црне Горе". Од тадашњег укупног броја посланика (75), за усвајање закона гласало је њих 60, укључујући и посланике ДСС. Референдум је одржан је 21. маја. Од укупно 484,718 грађана са правом гласа, на референдум је изашло 419,236 (86.49%), а у прилог независности се изјаснило 230,711 грађана, што је представљало 47,5% у односу на укупно бирачко тијело, односно 55,5% у односу на број гласалих. Током спровођења референдумског процеса, дошло је до бројних неправилности, услед којих је легитимитет званично саопштених резултата био доведен у питање.
Званични резултати референдума дјеловали су поразно на ДСС и остале унионистичке странке, пошто се показало да је изгласавање независности, упркос непостојању апсолуте већине, на крају било омогућено управо њиховим пристајањем на озакоњење изнуђених рјешења, која су била промовисана од стране Европске уније. Напуштањем основног демократског начела, по коме се кључне референдумске одлуке од државног и историјског значаја доносе већином гласова у односу на укупан број бирача, СНП је заједно са другим опозиционим странкама омогућила владајућој ДПС и другим сепаратистичким странкама да програм државне независности остваре без подршке апсолутне већине бирачког тијела Црне Горе. Иако је сносио дио политичке одговорности за напуштање изворних ставова у оквиру унионистичког блока, Ранко Кадић се након референдума није повукао са челне функције у странци, а за предсједника ДСС је поново изабран и 2007. године.

### Дјелатност након 2006. године
Уочи скупштинских избора који су у Црној Гори одржани 2006. године, ДСС је учествовала у преговорима о стварању широке коалиције унионистичких странака, али ти преговори нису довели до успјеха. Стога је руководство ДСС одлучило да склопи ужу коалицију са Социјалистичком народном партијом Црне Горе и Народном странком. Коалиција је освојила 47.683 гласова (14,07%) и укупно 11 мандата, што је било знатно мање од очекиваног. Према коалиционом споразуму, ДСС је тада добила 2 посланичка мандата.
Током расправе о доношењу новог Устава Црне Горе (2007), ДСС се одлучно залагала за одбрану права српског народа и очување дотадашњег уставног положаја српског језика у Црној Гори. Иако је опозиција у прво вријеме дјеловала сложно, интереси српског народа на крају нису били одбрањени пошто је Покрет за промјене ушао у преговоре са властима и подржао нови Устав Црне Горе, који српском народу у Црној Гори није признавао конститутивност и у којем је српски језик био замјењен црногорским језиком.
Када је 2008. године Влада Црне Горе признала једнострано проглашену независност Косова, ДСС је учествовала у организовању масовних протеста против поменутог чина. У јесен 2008. године, када је дошло до конституисања Српског националног савјета Црне Горе, тај чин је од стране ДСС био критикован као неприхватљив, пошто је подразумевао пристајање Срба на мањински статус.
Почетком 2009. године, ДСС се поново заложила за стварање јединствене опозиционе коалиције, која би заједнички наступила на предстојећим скупштинским изборима, али тај приједлог није био прихваћен од стране Либералне партије Црне Горе и Социјалистичке народне партије Црне Горе. ДСС се потом заложила за стварање коалиције српских националних странака, али ни та замисао није успјела, усљед чега су српске странке на изборе изашле појединачно или у ужим коалицијама. На скупштинским изборима који су у Црној Гори одржани у прољеће 2009. године, ДСС је наступила у савезу са Народном странком, са којом је формирала Народњачку коалицију, која је освојила 9.448 гласова (2,86%), што је било незнатно испод изборног цензуса.
Током љета 2012. године, ДСС је учествовала у преговорима о стварању шире коалиције српских странака ради заједничког наступа на предстојећим скупштинским изборима, али коначан договор о стварању свеопште коалиције није постигнут, тако да су српске странке на изборе изашле у више колона. На скупштинским изборима који су у Црној Гори одржани у јесен 2012. године, ДСС је учествовала у склопу коалиције под називом Српски национални савез. Према званичним резултатима избора, коалиција је освојила 3.085 гласова (0,85%), што није било довољно за улазак у парламент и добијање посланичких мандата. Усљед изборног неуспјеха, предсједник странке Ранко Кадић је непосредно након избора поднио оставку, а челну функцију у странци је преузела дотадашња замјеница предсједника Драгица Перовић.
Почетком 2013. године, у вријеме припрема за предстојеће предсједничке изборе, ДСС је одустала од истицања сопственог кандидата. Пошто ни остале српске странке нису истакле своје кандидате, руководство ДСС је уочи избора одлучило да подржи кандидатуру Миодрага Лекића, етничког Црногорца и тадашњег предсједника Демократског фронта. Ова одлука није наишла на добар пријем у страначкој бази, пошто је Миодраг Лекић био познат по ранијим антисрпским ставовима, тако да је руководство ДСС било принуђено да своју одлуку правда избором мањег зла.
Иако је програмски дефинисана као српска странка, ДСС је 31. августа 2016. године приступила коалицији Демократски фронт, којој припада и Покрет за промјене, странка која је својим ранијим пристајањем уз режим у јесен 2007. године омогућила усвајање уставних рјешења којима је српском народу ускраћена конститутивност у Црној Гори, а српском језику одузет дотадашњи статус званичног језика у тој држави. Током 2018. године, појавила се замисао о уједињењу остатака Народне странке са Демократском српском странком, али та иницијатива није спроведена у дјело.

### Предсједници ДСС (2003—данас)
| Име и презиме   | Мандат     |
| --------------- | ---------- |
| Божидар Бојовић | 2003—2005. |
| Ранко Кадић     | 2005—2012. |
| Драгица Перовић | 2012—      |